# Лігден-хан
Лігден-хан або Лугдан-хан (1588—1634) — 25-й великий каган Монгольського ханства в 1603—1634 роках. Спробував відновити єдність і потугу держави.

## Життєпис
Походив з гілки Хубілаїдів династії Чингізидів. Старший син Мангус-тайджі, який в свою чергу був старшим сином кагана Буян-Сечен-хана. Народився 1588 року, діставши ім'я Ліндан-Багатур. Оскільки Мангус помер ще за життя кагана, то спадкоємцем трону було оголошено Ліндан Багатур-тайджі. 1603 році після смерті діда стає новим каганом під ім'ям Лігден-хан.
На цей час влада кагана фактично поширювалася на чахарський тумен. Лігден-хан розділив його на праве і ліве крило. після цього розпочав політику з відновлення влади над усіма монгольськими володіннями, проводячи політику «загальної держави». Спочатку 3 тумени з Правого (західного) крила Монголії визнавали свою васальну залежність від Лігден-хана. Водночас вимушений був вибудовувати майже рівноправні стосунки з правителями Південної Монголії. Він призначив чиновників, які керували лівим і правим туменами, і організував особливий загін зі знатних монголів у 300 багатурів. Лігден-хан здійснив успішний похід на північ Китаю, щоб змусити імператора укласти вигідний договір..
У 1618 році уклав союзний договір з мінським імператором Шень-цзуном, який в обмін на грошові субсидії зобов'язався захищати північний китайський кордон від нападів маньчжурів. Згодом встановив зверхність на державою Алтин-хана. Водночас посилення та походи кагана викликало занепокоєння московської адміністрації Томська і Красного Яра.
У 1620 році Лігден-хан і хан Нурхаці розірвали відносини. Більшість південно-монгольських князівств перейшли на бік маньчжурського хана протягом 1622—1624 років. У 1624 році останній уклав договір «про союз і дружбу» з Хорчином, а потім в 1626—1627 роках — з Джарудом, Баарином, Аоханом і Найманом. У відповідь Лігден-хан 1624 року здійснив похід проти Хорчіну, взяв в облогу нойона Обу, але був змушений відступити при наближенні маньчжурського війська, надісланого Нурхаці. Тоді звернувся до нойонів Халхи по допомогу, але на це відгукнувся лише Цогто-тайджі з центральної Халхи.
У 1627 році нойони племен сунідів, узумчинів і абаґа в союзі з 3 туменами Правого крила підняли повстання проти влади Лігден-хана. Але той у битві при Жаочені завдав повсталим рішучої поразки. Разом з тим зазнав значних втрат — 10 тис. загиблих. разомз тим вдалося знищити Туметське ханство. Натомість китайський імператор, союзник останнього, відмовився платити субсидії, тому Лігден-хан 1628 року здійснив військовий рейд на північні китайські землі, захопивши Сюаньфу і Датун, цим змусивши імператорський уряд продовжити договір і збільшити йому виплати до 81 тис. лянів срібла.
П'ять монгольських князівств об'єднали свої військові сили для спільної боротьби проти Лігден-хана. Вони вбили 4000 чахарців в Хух-Хото і 3000 чахарців, яких було відправлено за виплатами від китайського уряду. Восени 1628 року маньчжурський правитель Хуан Тайцзі з династії Пізня Цзінь почав активні військові дії проти Лігден-хана. На боці маньчжурів виступали війська південномонгольських і східномонгольських князівств: Хорчин, Харчин, Баарин, Джаруд, Найман і Аохан. У квітні 1629 року Абахай видав указ всім монгольським князям, який вступили в союз з Пізньою Цзінь, щодо їх обов'язків у війні проти Лігден-хана та Китаю. У 1631 році перейшовши Хінган лігден-хан завдав поразки монгольським правителям Хорчіну і Тумету.
У 1632 році Лігден-хан зазнав поразки від маньчжурів. після цього більшість хошунів (уділів) Чахарського тумену стали переходити в підданство до Пізньої Цзінь. До 1634 році Чахарський тумен було майже втрачено. Лігдан-хан втік до Ордосу, але зазнав поразки. тут спільно з Цогто-тайджі підтримав тибетських феодалів проти Далай-лами V і Панчен-лами IV, що були «жовтокапелюшниками» з секти гелуг, тоді як Лігден-хан належав до «червонокапелюшників» з секти каг'ю. Втім у вересні 1634 року Лігден-хан помер від віспи в Ганьсу, відступаючи до Кукунору. Боротьбу продовжив його старший син Еджей-хан.